# Lionel Tertis International Viola Competition
La Lionel Tertis International Viola Competition è un concorso internazionale di esecuzione violistica, istituito nel 1980 e dedicato al celebre virtuoso Lionel Tertis. Si svolge con cadenza triennale presso l'Erin Arts Centre di Port Erin, nell'Isola di Man. La partecipazione è aperta a musicisti di ogni nazionalità, al di sotto dei trenta anni di età. In ogni edizione del concorso tutti i partecipanti sono tenuti ad inserire nel loro programma una composizione, scelta precedentemente o composta su commissione della giuria.

## Vincitori
| Edizione | Anno | 1º premio                  | 2º premio                                          | 3ºpremio                                              | Pezzo d'obbligo                                                                       | Commissione |
| -------- | ---- | -------------------------- | -------------------------------------------------- | ----------------------------------------------------- | ------------------------------------------------------------------------------------- | --- |
| 1        | 1980 | Paul Neubauer              | / Kim Kashkashian                                  | — non assegnato —                                     | Concerto per viola e orchestra n. 2 (1979) di Gordon Jacob                            | Gerald McDonald (presidente), Harry Danks, Paul Doktor, Csaba Erdélyi, Piero Farulli, Milan Škampa                                    |
| 2        | 1984 | Cynthia Phelps             | Paul Coletti                                       | / Carla-Maria Rodrigues                               | Concerto per viola e orchestra, Op. 131 (1983) di Wilfred Josephs                     | Lady Evelyn Barbirolli (presidente), Paul Cropper, Hirofumi Fukai, Alfred Lipka, Donald McInnes, Simon Streatfeild                    |
| 3        | 1988 | Hsin-Yun Huang             | Jane Atkins                                        | Jean-Eric Soucy                                       | Tides of Mananan per viola sola, Op. 64 (1988) di Paul Patterson                      | Sir David Lumsden (presidente), Yuri Bashmet, Harry Danks, Paul Hindmarsch, Thomas Riebl, Emanuel Vardi                               |
| 4        | 1991 | — non assegnato —          | Tomoko Ariu (ex aequo) Andra Darzins (ex aequo)    | Esther Geldard                                        | February Sonatina per viola sola (1990) di John McCabe                                | Sir David Lumsden (presidente), Yuri Bashmet, Harry Danks, Jerzy Kosmala, Milan Škampa                                                |
| 5        | 1994 | Gilad Karni                | Kenta Matsumi                                      | Scott Lee                                             | Odd Man Out per viola sola (1994) di Michael Berkeley                                 | Philip Jones (presidente), Yuri Bashmet, Kazuhide Isomura, Michael Kugel, Paul Neubauer, John White                                   |
| 6        | 1997 | Roland Glassl              | Steve Larson                                       | Mikhail Bereznitsky                                   | Rondel per viola sola (1996) di Richard Rodney Bennett                                | Philip Jones (presidente), Yuri Bashmet, Thérèse-Marie Gilissen, Lubomír Malý, Yizhak Schotten, Paul Silverthorne                     |
| 7        | 2000 | — non assegnato —          | Agathe Blondel (ex aequo) Andrei Oussov (ex aequo) | Arie Schachter                                        | Pennillion per viola sola (1998) di Sally Beamish (scelto senza essere commissionato) | Howard Snell (presidente), Yuri Bashmet, Sally Beamish, Masao Kawasaki, Hartmut Lindemann, Bruno Pasquier, Christopher Wellington     |
| 8        | 2003 | Yuval Gotlibovich          | Maxim Rysanov                                      | Maya Rasooly                                          | Through a Limbeck per viola sola (2002) di John Woolrich                              | John Wallace (presidente), Atar Arad, Yuri Bashmet, Luigi Alberto Bianchi, Martin Outram, Lars Anders Tomter                          |
| 9        | 2006 | David Kim                  | Peijun Xu                                          | / Ewa Grzywna                                         | Darkness Draws In per viola sola, Op. 102 (2005) di David Matthews                    | John Wallace (presidente), Vladimír Bukač, Michael Kugel, Kenta Matsumi, Hariolf Schlichtig, Roger Tapping                            |
| 10       | 2010 | Milena Pajaro-van de Stadt | Kyoungmin Park                                     | Veit Hertenstein                                      | Petite Sonatine 1 per viola sola (2009) di Roger Steptoe                              | Christopher Yates (presidente), Garfield Jackson, Tatjana Masurenko, Hartmut Rohde, Simon Rowland-Jones, Pierre-Henri Xuereb, Su Zhen |
| 11       | 2013 | Ziyu Shen                  | Kei Tojo                                           | Matthew Lipman (ex aequo) Shuangshuang Liu (ex aequo) | 6 Sorano Variants per viola sola (2012) di Peter Maxwell Davies                       | Brian Hawkins (presidente), Betil Başeğmezler, Yuri Bashmet, Sarah-Jane Bradley, Samuel Rhodes, Jean Sulem, Hong-Mei Xiao             |